# Oedipina carablanca
Oedipina carablanca là một loài kỳ giông trong họ Plethodontidae.
Nó là loài đặc hữu của Costa Rica.
Các môi trường sống tự nhiên của chúng là các khu rừng ẩm ướt đất thấp nhiệt đới hoặc cận nhiệt đới, các đồn điền, vườn nông thôn, và các khu rừng trước đây bị suy thoái nặng nề.
Nó bị đe dọa do mất môi trường sống.